# Eucinetops
Eucinetops is een geslacht van kreeftachtigen uit de klasse van de Malacostraca (hogere kreeftachtigen).

## Soorten
- Eucinetops blakianus Rathbun, 1896
- Eucinetops lucasii Stimpson, 1860
- Eucinetops panamensis Rathbun, 1923
- Eucinetops rubellulus Rathbun, 1923